# Barwell FC
Barwell Football Club is een Engelse voetbalclub uit Barwell die uitkomt in de Premier Division van de Southern Football League. De club speelt haar thuiswedstrijden op Kirkby Road, waardoor ze de bijnaam The Kirkby Roaders dragen. Het stadion heeft 2.500 plaatsen, waarvan 256 zitplaatsen.

## Bekende (oud-)spelers
- Quentin Albertus